# 小奇迹
小奇迹是一只出生于美国国家动物园的雄性大熊猫。由美香和添添于2020年3月22日人工授精成胎，在他们存活的孩子中排行第四。2023年11月8日，小奇迹搭乘飞机離開美國返回中国。现在小奇迹住在四川大熊猫研究保护中心的神树坪基地。